# Komitat Zala
Das Komitat Zala [ˈzɒlɒ] (ungarisch Zala vármegye) ist ein Verwaltungsbezirk im Südwesten Ungarns. Es hat eine Fläche von 3.783,84 km² und zählt 260.124 Einwohner (Stand 2024). Der Komitatssitz ist Zalaegerszeg, andere wichtige Städte sind Nagykanizsa und Keszthely.

## Geographie
Die Gegend ist hügelig. Die Drau im Süden bildet gleichzeitig die ungarische Staatsgrenze, und im Nordosten hat das Komitat einen kleinen Anteil am Plattensee, in den auch der Fluss Zala mündet. Das Komitat grenzt an Slowenien und Kroatien sowie an die Komitate Vas, Veszprém und Somogy.

## Gliederung
Durch die Regierungsverordnung Nr. 218/2012 vom 13. August 2012 wurden zum 1. Januar 2013 die statistischen Kleinregionen (ungarisch kistérség) abgeschafft und durch eine annähernd gleiche Anzahl von Kreisen (ungarisch járás) ersetzt. Die Kleingebiete blieben für Planung und Statistikzwecke noch eine Zeitlang erhalten, wurden dann aber am 25. Februar 2014 endgültig abgeschafft. Bis zur Auflösung gab es 9 Kleingebiete im Komitat. Lediglich das Kleingebiet Letenye blieb während der Reform in seinen Grenzen unverändert.

### Ehemalige Einteilung
Bis Ende 2012 existierten folgende Kleingebiete (kistérség) im Komitat Zala
| Code | Kleingebiet   | Verwaltungssitz | Einwohner (31. Dezember 2012) | Fläche in km² | Anzahl der Gemeinden | davon Städte |
| ---- | ------------- | --------------- | ----------------------------- | ------------- | -------------------- | ------------ |
| 5001 | Keszthely     | Keszthely       | 34.011                        | 349,34        | 16                   | 1            |
| 5002 | Lenti         | Lenti           | 20.993                        | 662,95        | 51                   | 1            |
| 5003 | Letenye       | Letenye         | 16.413                        | 388,69        | 27                   | 1            |
| 5004 | Nagykanizsa   | Nagykanizsa     | 64.029                        | 552,93        | 27                   | 1            |
| 5005 | Zalaegerszeg  | Zalaegerszeg    | 93.201                        | 788,65        | 65                   | 2            |
| 5006 | Zalaszentgrót | Zalaszentgrót   | 17.129                        | 327,05        | 25                   | 1            |
| 5007 | Hévíz         | Hévíz           | 13.171                        | 123,6         | 8                    | 1            |
| 5008 | Pacsa         | Pacsa           | 10.098                        | 278,84        | 20                   | 1            |
| 5009 | Zalakaros     | Zalakaros       | 12.628                        | 311,86        | 19                   | 1            |

### Aktuelle Einteilung
Das Komitat Zala wird derzeit in 6 Kreise (ungarisch járás) mit 109 Ortschaften gegliedert. Es umfasst die Stadt Zalaegerszeg mit Komitatsrecht (ungarisch Megyei jogú város), 10 Städte ohne Komitatsrecht (ungarisch város), 5 Großgemeinden (ungarisch nagyközség) und 93 Gemeinden (ungarisch község).

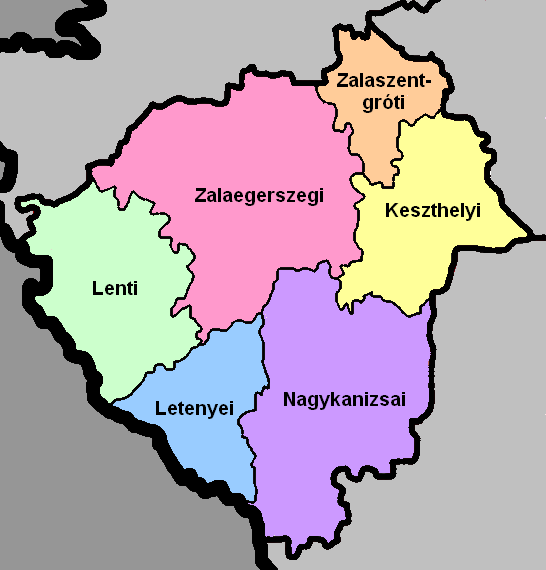
Kreise im Komitat Zala

| Ortschaftstyp             | Anzahl | Fläche (in km²) | Fläche (in km²) | Fläche (in km²) | Bevölkerung am 1. Januar 2016 | Bevölkerung am 1. Januar 2016 | Bevölkerung am 1. Januar 2016 | Bevölkerungs- dichte (Ew/km²) |
| Ortschaftstyp             | Anzahl | absolut         | anteilig        | im Durchschnitt | absolut                       | anteilig                      | im Durchschnitt               | Bevölkerungs- dichte (Ew/km²) |
| ------------------------- | ------ | --------------- | --------------- | --------------- | ----------------------------- | ----------------------------- | ----------------------------- | ----------------------------- |
| Stadt mit Komitatsrecht   | 1      | 96,28           | 2,60 %          |                 | 32.844                        | 14,69 %                       |                               | 341,1                         |
| Städte ohne Komitatsrecht | 10     | 745,44          | 20,13 %         | 74,54           | 92.885                        | 41,54 %                       | 9.289                         | 124,6                         |
| Großgemeinden             | 5      | 290,90          | 7,86 %          | 58,18           | 15.313                        | 6,85 %                        | 3.063                         | 52,6                          |
| Gemeinden                 | 93     | 2.570,55        | 69,41 %         | 27,64           | 82.576                        | 36,93 %                       | 888                           | 32,1                          |
| Komitat Zala gesamt       | 109    | 3.703,17        |                 | 33,97           | 223.618                       |                               | 2.052                         | 60,4                          |

Die derzeitigen Kreise sind:
| Code | Kreis         | Kreissitz     | Einwohner (1. Januar 2013) | Fläche in km² | Anzahl der Gemeinden | davon Städte |
| ---- | ------------- | ------------- | -------------------------- | ------------- | -------------------- | ------------ |
| 193  | Keszthely     | Keszthely     | 49.384                     | 535,93        | 30                   | 2            |
| 194  | Lenti         | Lenti         | 19.783                     | 624,12        | 48                   | 1            |
| 195  | Letenye       | Letenye       | 16.413                     | 388,69        | 27                   | 1            |
| 196  | Nagykanizsa   | Nagykanizsa   | 78.022                     | 907,91        | 49                   | 2            |
| 197  | Zalaegerszeg  | Zalaegerszeg  | 102.553                    | 1044,7        | 84                   | 3            |
| 198  | Zalaszentgrót | Zalaszentgrót | 15.518                     | 282,56        | 20                   | 1            |

### Größte Ortschaften
| Stadt/Gemeinde | Deutscher Name | Einwohner (1. Januar 2016) |
| -------------- | -------------- | -------------------------- |
| Zalaegerszeg   | Egersee        | 58.829                     |
| Nagykanizsa    | Großkirchen    | 47.683                     |
| Keszthely      | Kesthell       | 19.910                     |
| Lenti          | Nempthy        | 7.756                      |
| Zalaszentgrót  | Sankt Geroldus | 6.448                      |
| Hévíz          | Heuwies        | 4.721                      |
| Letenye        | Murstetten     | 4.060                      |
| Gyenesdiás 1   |                | 2.912                      |
| Cserszegtoma 2 |                | 2.971                      |

| Stadt/Gemeinde   | Deutscher Name | Einwohner (1. Januar 2016) |
| ---------------- | -------------- | -------------------------- |
| Zalalövő         |                | 2.945                      |
| Zalakomár 1      |                | 2.912                      |
| Vonyarcvashegy 1 |                | 2.209                      |
| Becsehely 2      |                | 2.025                      |
| Zalakaros        |                | 1.939                      |
| Sármellék 2      |                | 1804                       |
| Zalaapáti 2      |                | 1682                       |
| Murakeresztúr 2  |                | 1619                       |
| Pacsa            |                | 1610                       |

Ortschaften ohne Zusatz sind Städte

1 Großgemeinden (nagyközség)

2 Gemeinden (község)

## Bevölkerungsentwicklung

### Bevölkerungsentwicklung des Komitats
Bemerkenswert ist eine nahezu stetige Abnahme der Bevölkerung. Fettgesetzte Datumsangaben sind Volkszählungsergebnisse.
| Datum       | Einwohnerzahl | Datum      | Einwohnerzahl |
| ----------- | ------------- | ---------- | ------------- |
| 01.01.19601 | 310.008       | 01.01.2007 | 293.443       |
| 01.01.1970  | 304.127       | 01.01.2008 | 291.678       |
| 01.01.1980  | 317.298       | 01.01.2009 | 290.204       |
| 01.01.1990  | 306.398       | 01.01.2010 | 288.591       |
| 01.01.2001  | 300.496       | 01.01.2011 | 287.043       |
| 01.02.2001  | 297.404       | 01.10.2011 | 282.179       |
| 01.01.2002  | 299.112       | 01.01.2012 | 283.249       |
| 01.01.2003  | 297.853       | 01.01.2013 | 281.673       |
| 01.01.2004  | 296.705       | 01.01.2014 | 279.623       |
| 01.01.2005  | 295.197       | 01.01.2015 | 277.290       |
| 01.01.2006  | 294.175       | 01.01.2016 | 275.027       |

11960: Anwesende Bevölkerung; sonst Wohnbevölkerung

### Bevölkerungsentwicklung der Kreise
Für alle Kreise ist eine negative Bevölkerungsbilanz erkennbar.
| Kreisname     | Bevölkerungsstand am 1. Januar | Bevölkerungsstand am 1. Januar | Bevölkerungsstand am 1. Januar | Bevölkerungsstand am 1. Januar |
| Kreisname     | 2013                           | 2014                           | 2015                           | 2016                           |
| ------------- | ------------------------------ | ------------------------------ | ------------------------------ | ------------------------------ |
| Keszthely     | 49.384                         | 49.280                         | 49.072                         | 49.040                         |
| Lenti         | 19.783                         | 19.590                         | 19.339                         | 19.110                         |
| Letenye       | 16.413                         | 16.207                         | 15.962                         | 15.664                         |
| Nagykanizsa   | 78.022                         | 77.394                         | 76.585                         | 75.720                         |
| Zalaegerszeg  | 102.553                        | 101.765                        | 101.153                        | 100.438                        |
| Zalaszentgrót | 15.518                         | 15.387                         | 15.179                         | 15.055                         |
| Komitat Zala  | 281.673                        | 279.623                        | 277.290                        | 275.027                        |

## Politik
Bei den Kommunalwahlen im Jahr 2019 und im Jahr 2024 waren die Ergebnisse im Komitat Zala wie folgt:
| Kommunalwahl   | Fidesz-KDNP | Jobbik  | DK      | MM      | MHM     | MSZP   | VAN    |
| -------------- | ----------- | ------- | ------- | ------- | ------- | ------ | ------ |
| Stimmen (2019) | 61,34 %     | 10,56 % | 10,25 % | 8,39 %  | 5,21 %  | 4,26 % |        |
| Stimmen (2024) | 57,27 %     |         | 11,78 % | 11,97 % | 15,17 % |        | 3,80 % |

Sitzverteilung 2019
- Fidesz-KDNP: 11 Sitze
- Jobbik: 2 Sitze
- DK: 1 Sitz
- MM: 1 Sitz
- MHM: 0 Sitze
- MSZP: 0 Sitze

Sitzverteilung 2024
- Fidesz-KDNP: 9 Sitze
- MHM: 2 Sitze
- DK: 2 Sitze
- MM: 2 Sitze
- VAN: 0 Sitze

## Geschichte und Kultur

### Museen
Die staatliche Direktion der Museen des Komitats Zala ist Träger von 3 Komitatsmuseen. Komitatssitz ist die Stadt Zalaegerszeg.
| - Keszthely, Balaton-Museum* - Keszthely, Puppenmuseum - Nagykanizsa, György-Thúry-Museum* - Nagykanizsa, Ungarisches Plakatmuseum | - Szécsisziget, Wassermühlmuseum - Szentgyörgyvölgy, Imre Gózon-Museum - Zalaegerszeg, Göcsej-Dorfmuseum - Zalaegerszeg, Göcsej-Museum* | - Zalaegerszeg, Freilichtmuseum - Zalaegerszeg, György-Thúry-Museum - Zalaegerszeg, Museum für Ungarische Ölindustrie |

* Komitatsmuseum

## Bildergalerie

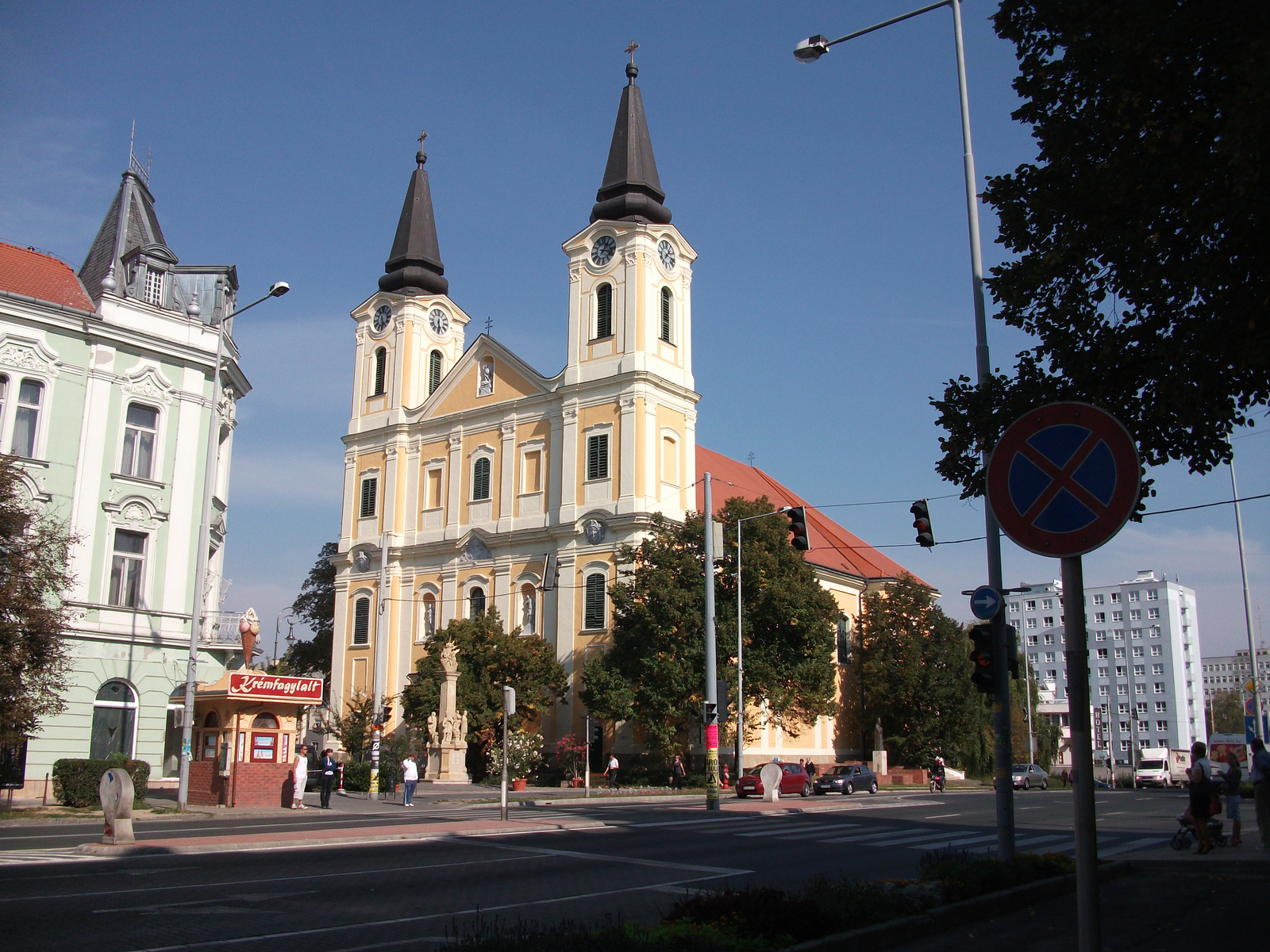
Zalaegerszeg
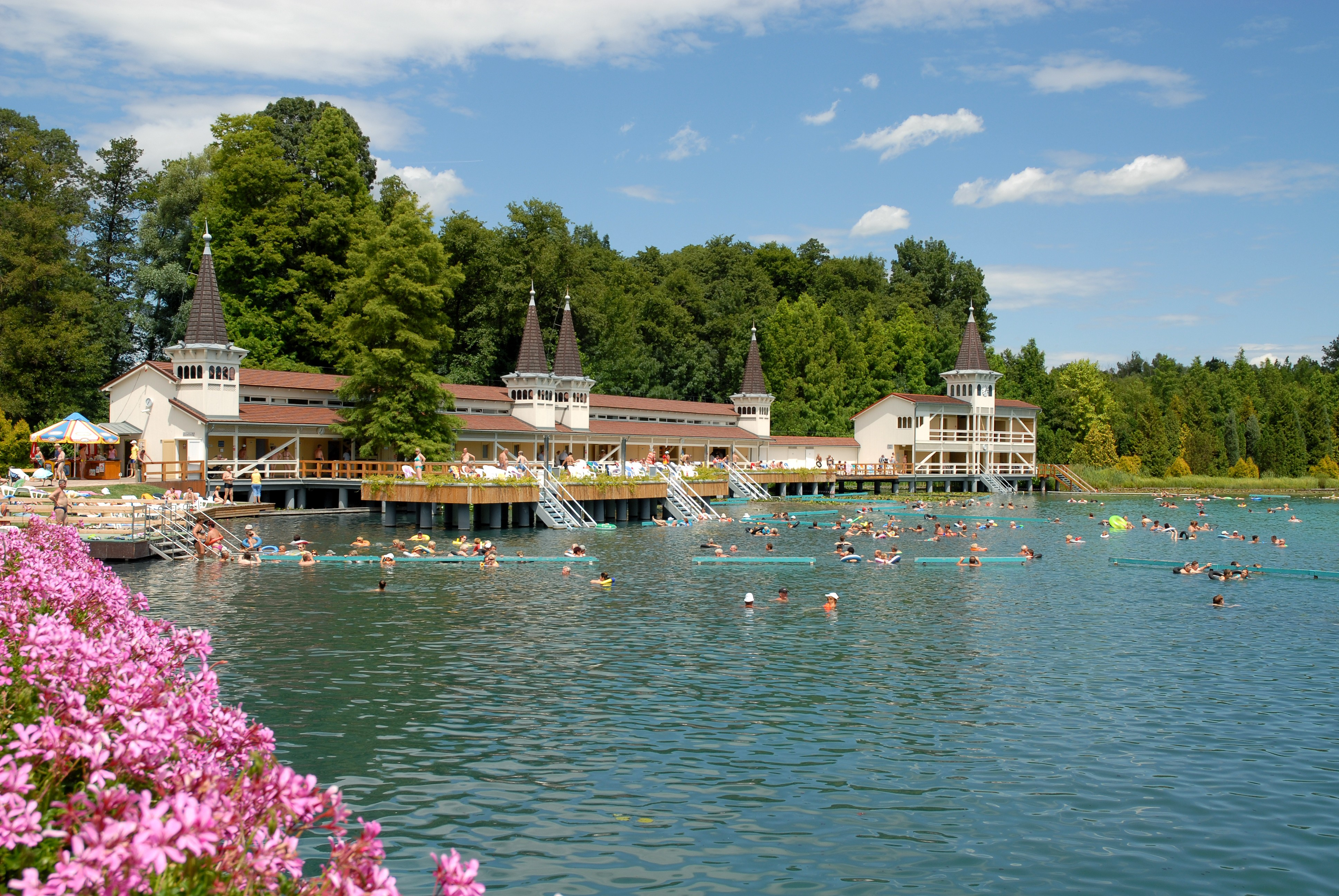
Hévíz
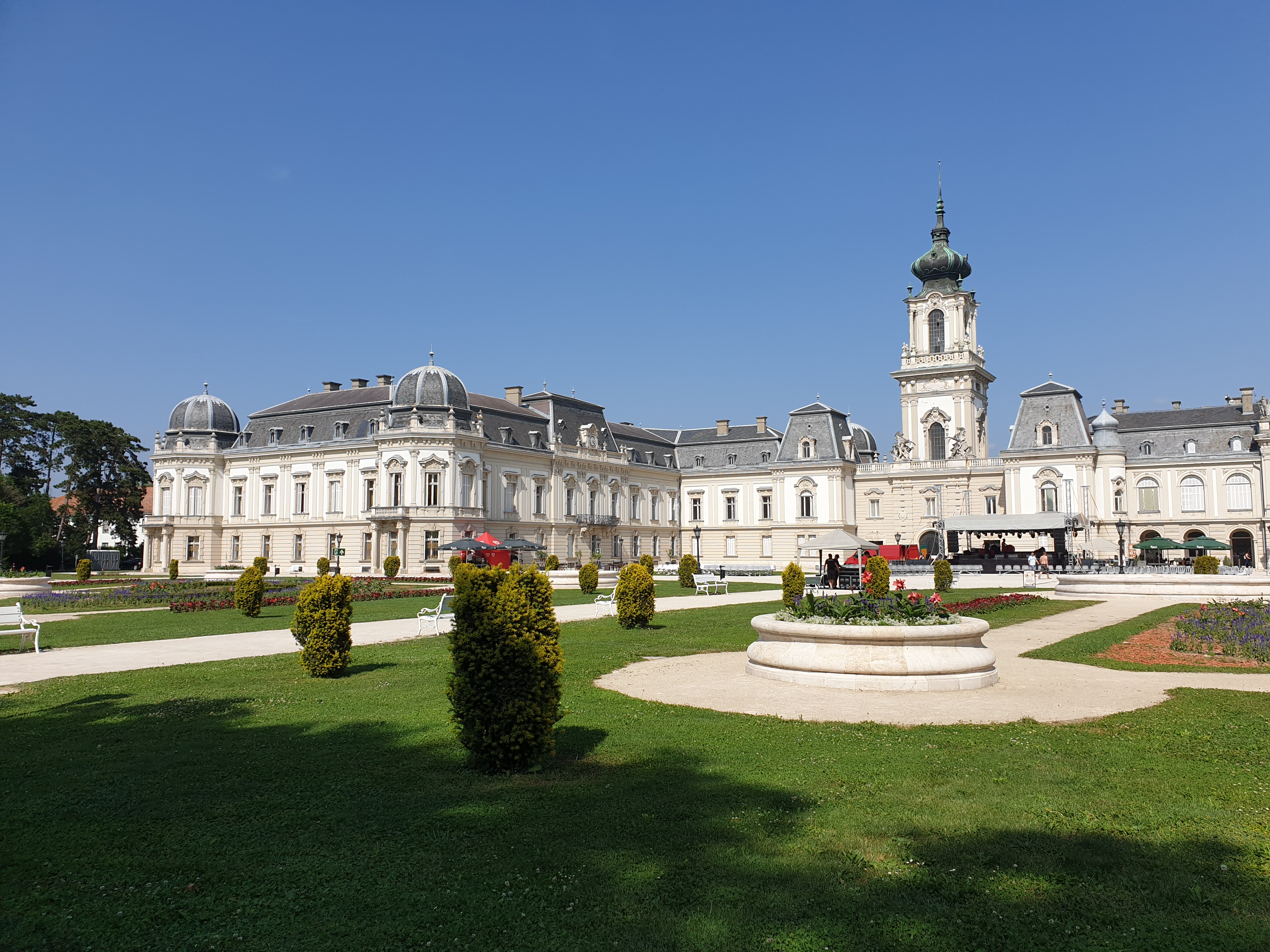
Schloss Festetics in Keszthely
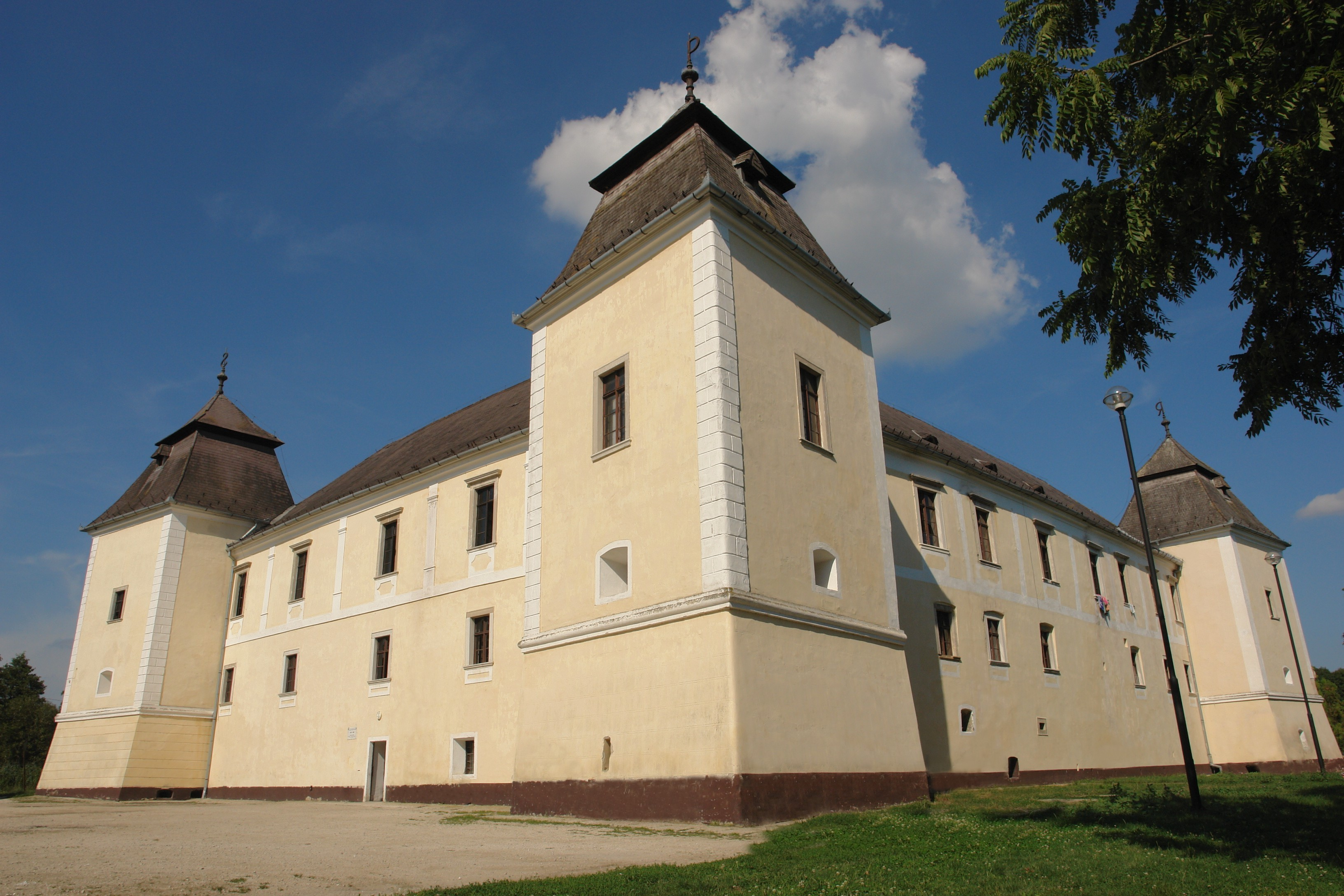
Burg Egervár